# Le Loto de 1982
Pour plus de détails, voir Fiche technique et Distribution.
Le Loto de 1982 (Спортлото-82, Sportloto-82) est une comédie soviétique réalisée par Leonid Gaïdaï et sortie en 1982.
Le film, tourné en Union soviétique, met en vedette Algis Arlauskas, Svetlana Amanova, Mikhaïl Pougovkine, Mikhaïl Kokchenov et Nina Grebechkova.
Avec plus de 55 millions d'entrées en salles à l'époque soviétique, Le Loto de 1982 est le 38e film au box-office soviétique de tous les temps.

## Fiche technique
Sauf indication contraire, les informations mentionnées dans cette section peuvent être confirmées par la base de données cinématographiques IMDb,  présente dans la section « Liens externes ».
- Titre français : Le Loto de 1982[1]
- Titre original : Спортлото-82, Sportloto-82
- Réalisation : Leonid Gaïdaï
- Scénario : Vladlen Bakhnov (ru), Leonid Gaïdaï
- Photographie : Vitali Abramov, Sergueï Polouianov (ru)
- Montage : Klavia Alieva
- Musique : Alexandre Zatsepine
- Costumes : Lidia Novi
- Société de production : Mosfilm
- Pays de production :  Union soviétique
- Langue de tournage : russe
- Format : Couleur - 2,35:1 - Son mono - 35 mm
- Genre : comédie
- Durée : 95 minutes
- Dates de sortie :  
  - Union soviétique : 2 août 1982
  - Allemagne de l'Est : 1er juillet 1983

## Distribution
- Algis Arlauskas : Kostya
- Svetlana Amanova : Tanya (voix de Nadejda Roumiantseva)
- Mikhaïl Pougovkine : San Sanych
- Mikhaïl Kokchenov : Stepa
- Denis Kmit : Pavel
- Nina Grebechkova : Klavdiya Antonovna
- Andrei Tolshin : Mikhail Golubev
- Borislav Brondoukov : Direktor turbazy
- Luiza Mosendz : Alla Dmitriyevna
- Sergueï Filippov : Zheleznodorozhnik
- Viktor Uralskiy : Gruzchik
- Vera Ivleva : Provodnitsa